# Everybody Get Up (bài hát của Pitbull)
"Everybody Get Up" là đĩa đơn duy nhất trong album phối khí đầu tiên của nam ca sĩ nhạc rap Pitbull, Money Is Still a Major Issue. Ca khúc có sự góp giọng của nhóm nhạc R&B Pretty Ricky. Đĩa đơn được phát hành vào ngày 15 tháng 11 năm 2005.

## Video âm nhạc
Video âm nhạc cho "Everybody Get Up" được đạo diễn bởi Dr.Teeth. Trong video có sự xuất hiện của cả Pitbull và Pretty Ricky.

## Danh sách ca khúc
- Tải kỹ thuật số

1. "Everybody Get Up" (Album Version) – 4:48